# Wicko (gromada)
Wicko – dawna gromada, czyli najmniejsza jednostka podziału terytorialnego Polskiej Rzeczypospolitej Ludowej w latach 1954–1972.
Gromady, z gromadzkimi radami narodowymi (GRN) jako organami władzy najniższego stopnia na wsi, funkcjonowały od reformy reorganizującej administrację wiejską przeprowadzonej jesienią 1954 do momentu ich zniesienia z dniem 1 stycznia 1973, tym samym wypierając organizację gminną w latach 1954–1972.
Gromadę Wicko z siedzibą GRN w Wicku utworzono – jako jedną z 8759 gromad na obszarze Polski – w powiecie lęborskim w woj. gdańskim na mocy uchwały nr 20/III/54 WRN w Gdańsku z dnia 5 października 1954. W skład jednostki weszły obszary dotychczasowych gromad Wicko, Gęś, Wrzeście, Charbrowo i Gać ze zniesionej gminy Wicko oraz obszar dotychczasowej gromady Białogarda ze zniesionej gminy Łebień w tymże powiecie. Dla gromady ustalono 19 członków gromadzkiej rady narodowej.
1 stycznia 1960 do gromady Wicko włączono miejscowości Nowęcin, Lucin, Polanowiec, Siecisławie, Strzygonice, Biesno, Stęknica, Łebieniec, Szczenurze i Rychlino ze zniesionej gromady Szczenurze w tymże powiecie.
31 grudnia 1961 z gromady Wicko wyłączono miejscowość Nowęcin wraz z jeziorem Sarbsko, włączając je do miasta Łeby w tymże powiecie.
31 lipca 1968 do gromady Wicko włączono miejscowości Dymnica, Łubiny, Przybrzeże, Sarbsk i Ulinia ze zniesionej gromady Sasino w tymże powiecie.
1 stycznia 1969 do gromady Wicko włączono miejscowości Bryle, Lucin, Nowęcin i Żarnowska z miasta Łeba w tymże powiecie.
1 stycznia 1970 do gromady Wicko włączono część obszaru miasta Łeba (348,30 ha) w tymże powiecie.
Gromada przetrwała do końca 1972 roku, czyli do kolejnej reformy gminnej. 1 stycznia 1973 w powiecie lęborskim reaktywowano zniesioną w 1954 roku gminę Wicko.